# チョルーラ
チョルーラ（スペイン語: Cholula）は、メキシコのプエブラ州にある先コロンブス期の遺跡。プエブラ州都であるプエブラの西の郊外に位置する。大ピラミッド（トラチウアルテペトル）で知られ、後古典期にはケツァルコアトル信仰の巡礼地であったが、その実体については不明な点が多い。

## 遺跡

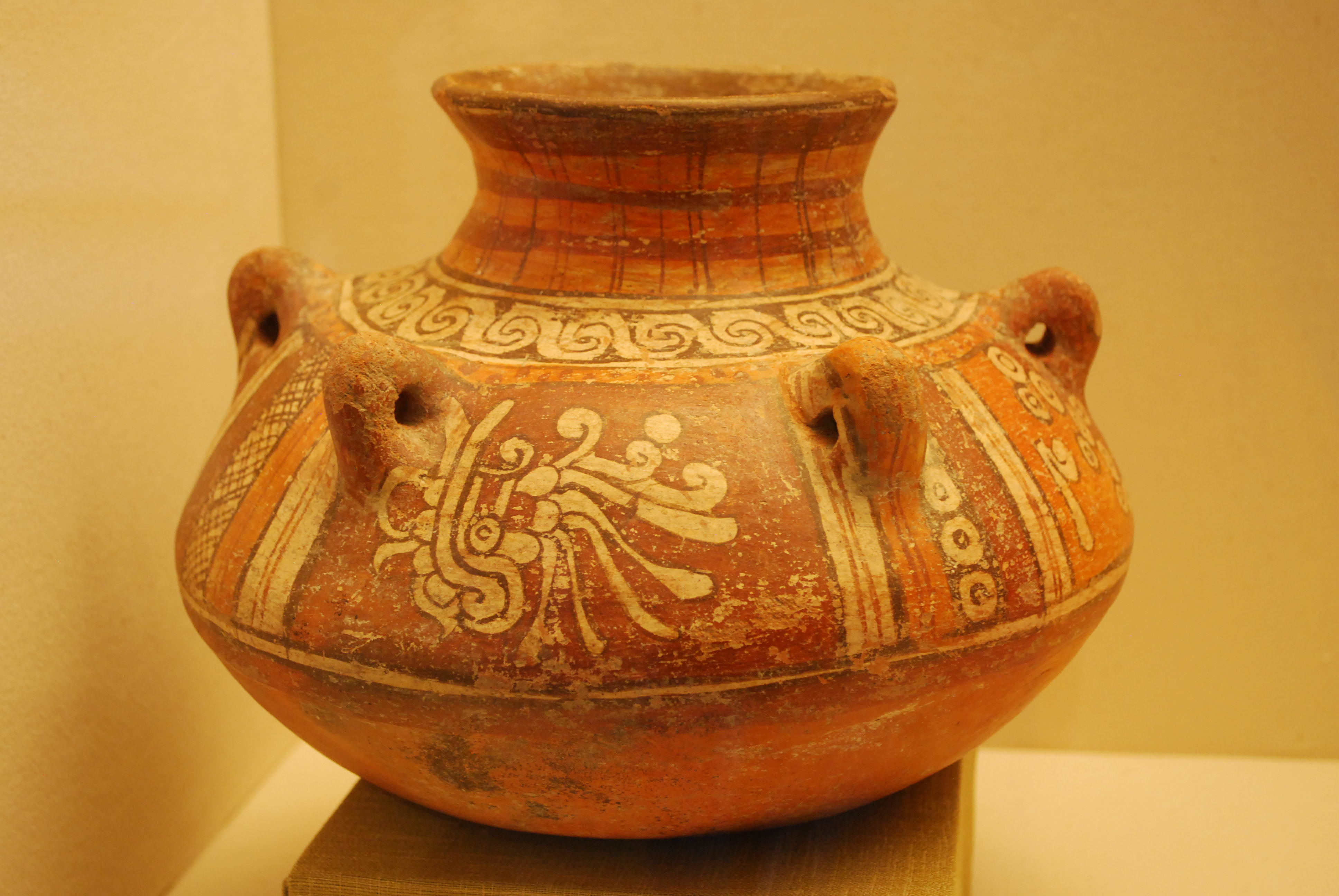
チョルーラの彩色土器

チョルーラという名前はナワトル語でこの地をいうチョロラン(Cholōllān)に由来する。
チョルーラはメキシコ盆地から見て東のプエブラ・トラスカラ盆地に位置し、西のポポカテペトル山を含む山地に近い。雨季の雨と山地からの水によって古代のチョルーラは湖沼となり、肥沃な農業地帯であった。
沖積性の底土は高品質の土器を作るのに適しており、特に後古典期の彩色土器はよく知られる。彩色土器は地域間の交易品として重要であったが、チョルーラのものがもっとも優秀で、もっとも広く取引された。ベルナル・ディアス・デル・カスティリョによると、モクテスマ2世は自分用のチョルーラの土器を持っていたという。
地理的にチョルーラはメキシコ湾岸地方、メキシコ盆地、テワカン盆地、バハ・ミシュテカを結ぶ交易路の要所を占めていた。遠隔地から貴重品を運ぶポチテカはチョルーラの市場で交易を行った。
建築様式はテオティワカンと異なっている一方、土器については類似性が指摘されている。
特によく知られるのは大ピラミッドのトラチウアルテペトルであり、使われている建築素材の量の点で先コロンブス期のアメリカ大陸最大のピラミッドである。この大ピラミッドは何段階もかけて建設された。第1段階では底辺が一辺120メートル、上部が一辺43メートルの正方形で、高さは17メートルであり、タルー・タブレロ様式の建築構造を持っていた。おそらく古典期に行われた第2段階では底辺が180メートル、高さ35メートルになった。最終的に底辺が一辺400メートル、高さ66メートルに達した。
大ピラミッドの南は祭壇の中庭(Patio de los Altares)と呼ばれ、東西70メートル、南北54メートルある祭祀の中心地だった。

## 歴史
チョルーラは形成期初期以来の集落が確認される。遅くとも紀元前1000年ごろには湖の岸に集落があった。確認される最古の祭祀センターは形成期後期のものである。初期の大ピラミッドの建設も形成期終末期にはじまったと考えられている。古典期になると何度も大ピラミッドは拡張または再建され、また他にも多数のピラミッドが建設された。
700年ごろにテオティワカンが崩壊すると中央メキシコでは権力の空白が生じ、マヤ人を含むさまざまな民族の移動が起きた。近くのカカシュトラの壁画は、メキシコ湾岸南部の勢力との婚姻による同盟関係を示す。チョルーラはこのような民族移動の中心地であったかもしれず、実際にマヤ文明式の頭蓋変形や翡翠による歯の装飾を持つ墓葬が発見されていることは、この時期のチョルーラにマヤ貴族が住んでいた可能性を示す。
伝承の上ではメキシコ湾岸からオルメカ＝シカランカ人がやってきてそれまでの住民を征服したとされるが、遺物の上では断絶があった証拠は見出されておらず、もっとゆるやかな変化を示す。祭壇の中庭の壁画にはこの時期に羽毛を持つ蛇の彩色された壁画が見られるようになる。この時期にも再びテオティワカン風のタルー・タブレロ様式が使われたが、それに加えてオアハカ・メキシコ湾岸・マヤ地域の要素もあり、国際的な様相を帯びる。
『トルテカ・チチメカ史』によれば1200年ごろにトルテカ＝チチメカ人がチョルーラのオルメカ＝シカランカ人を征服したとされ、後古典期のチョルーラの歴史はそれ以前（西暦700-1200年）と以後に二分される。大ピラミッドの第4段階の拡張が中断されたように見えること、祭壇の中庭の多数の石碑が倒されたり破壊されたりしていることは、トルテカ＝チチメカ人の侵入を反映していると考えられる。
1200年以後は祭祀の中心地は大ピラミッドの北西にある今のサン・ペドロ・チョルラのソカロ（中央広場）へ移動し、新たなケツァルコアトルのピラミッドが造られた。この時期にも引きつづきチョルーラは繁栄し、面積は10平方キロメートル、人口は3万人から5万人に増加したと推定される。チョルーラはアステカから独立しており、花戦争でしばしばトラスカラやウェショツィンゴと同盟してアステカと戦った。
この時期のチョルーラはケツァルコアトル信仰の巡礼地となり、スペイン人の年代記作家はチョルーラをローマやメッカと比較している。エルナン・コルテスらのスペイン人は同盟していたトラスカラ人に連れられてチョルーラを訪れたが、集まった町の貴族たちを虐殺し、ケツァルコアトルのピラミッドを破壊した。大ピラミッドは当時すでに半ば放棄されて人工の山のようになっており、スペイン人はその上に教会 (Iglesia de Nuestra Señora de los Remedios, Cholula) を建設した。しかしチョルーラは神聖な都市であり続け、スペイン人はこの地のキリスト教化に意を用いた。
後古典期からスペイン人による植民地支配の時代にかけて、チョルーラには多数の民族誌学的な記録が残っている。

## 調査
チョルーラ遺跡は19世紀末にエドワード・バーネット・タイラー、デジレ・シャルネ、アドルフ・バンデリアらが訪れた。集中的発掘は1931年にイグナシオ・マルキナ (es:Ignacio Marquina) によって始められた。
大ピラミッドとその周辺はとくによく調査され、考古学者はピラミッドを貫通する長さ8キロメートルのトンネルを掘り、このピラミッドが1500年間に4つの大きな工事がなされたことを明らかにした。